# 梅耶林
梅耶林（德語：Mayerling）是下奧地利邦巴登縣阿蘭的市鎮。在地理位置上，梅耶林位於維也納西南方24公里（15英里）處的維也納林山內的施韋夏特河畔。截至2023年1月30日，梅耶林人口約有278名居民。從1550年起，梅耶林由海利根克羅伊茲修道院所有。1889年1月，奧匈帝國皇太子魯道夫及其情婦瑪麗·韋策拉在梅耶林自殺，為梅耶林慘案。

## 外部連結
- Travel to Austria
- The Mayerling-Information-Center （页面存档备份，存于）

48°02′49″N 16°05′54″E / 48.04694°N 16.09833°E